# Natriummonothiophosphat
Natriummonothiophosphat ist eine anorganische chemische Verbindung des Natriums aus der Gruppe der Thiophosphate.

## Gewinnung und Darstellung
Natriummonothiophosphat-Dodecahydrat kann durch Hydrolyse von Thiophosphoryltrichlorid in einer Natriumhydroxidlösung bei etwa 105 °C gewonnen werden.
{\displaystyle {\ce {PSCl3 + 6 NaOH -> Na3PO3S + 3NaCl + 3 H2O}}}
Ebenfalls möglich ist dessen Synthese durch Reaktion von Natriumtrithiocarbonat mit Natriumphosphat.
{\displaystyle {\ce {3 Na2CS3 + Na3(PO3)3 -> 3 Na3PO3S + 3 CS2}}}
Wasserfreies Natriummonothiophosphat kann durch Gefriertrocknung des Hydrates und anschließendes Tempern dargestellt werden.

## Eigenschaften

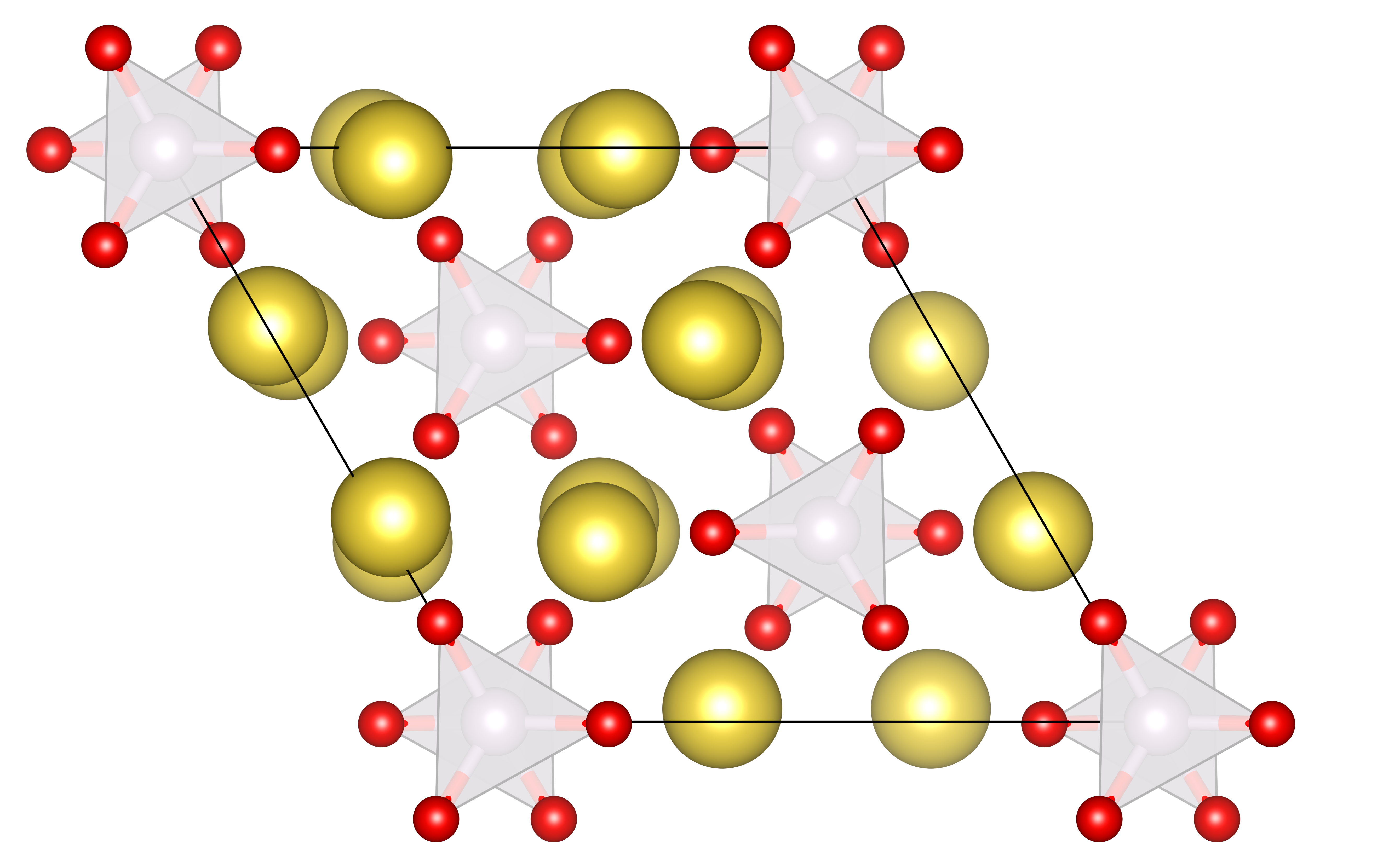
Elementarzelle von Natriummonothiophosphat (betrachtet entlang der c-Achse)

Natriummonothiophosphat ist ein farbloser Feststoff. Er besitzt eine Kristallstruktur mit der Raumgruppe R3c (Raumgruppen-Nr. 161). Die Verbindung ist dimorph. Die metastabile Hochtemperaturmodifikation kristallisiert hexagonal. Natriummonothiophosphat zersetzt sich an Luft bei 315 °C in Natriumdiphosphat Na4P2O7 und Natriumsulfat Na2SO4.